# ذي حولان (ذمار)
ذي حولان هي إحدى قرى الجمهورية اليمنية. تتبع جغرافيا لمحافظة ذمار وإداريًا لمديرية عنس. يبلغ تعداد سكانها 3036 نسمة حسب الإحصاء الذي أجري عام 2004.